# كريستوفر بي. تشيشولم
كريستوفر بي. تشيشولم هو سياسي كندي، (و. 1854  م). نشط حزبياً في الحزب الليبرالي في نوفا سكوشا ‏. وقد انتخب عضو مجلس نواب نوفا سكوشا ‏.